# Битка код Малојарославеца
Битка код Малојарославеца вођена је 1812. године између француске и руске војске. Део је Наполеонове инвазије на Русију, а завршена је француском победом.

## Битка
Да би омогућио повољније снабдевање армије, Наполеон је после напуштања Москве почео да одступа Калушким правцем преко Тарутина за Смоленск. Кутузов је задржао руску армију у рејону Тарутина. Дана 22. октобра је наредио генералу Дохтурову да са својим 6. корпусом и козацима Малојарославеца пресече пут Наполеону. Но, у Форминскоје се већ налазио део француске главнине чија је претходница посела Малојарославец. Дохтуров је успео да ујутро 24. октобра одбаци француске снаге и уђе у Малојарославец. Ежен Боарне је одлучио да га поврати. Руске снаге, у међувремену појачане, успеле су да задрже Малојарославец до 11 часова и 30 минута када град прелази у руке Француза. Дохтуров је тада у борбу убацио све своје снаге и овладао већим делом града. Град је до краја дана 8 пута прелазио из руке у руку. Французи су крајем дана дефинитивно овладали градом. Дана 26. октобра, Кутузов се око 9 часова повлачи у правцу Калуге. Наполеон је кренуо према Смоленску.